# Галерея Александра Шилова
Галере́я Алекса́ндра Ши́лова — художественная галерея, созданная в 1997 году на базе авторских произведений народного художника СССР Александра Шилова. Основные выставочные пространства галереи располагаются в особняке XIX века по адресу улица Знаменка, 3, построенном архитектором Евграфом Тюриным.
В 2003 году экспозиционные залы расширили: в соседнем особняке была проведена реставрация, в результате которой дом приобрёл черты ампира, а под землёй был возведён подвальный комплекс, связывающий два здания. На 2019 год комплекс зданий галереи представляет собой единый архитектурный ансамбль, включающий в себя 22 зала с живописными и графическими работами. В экспозицию музея входят более 1200 работ Александра Шилова, переданных художником в дар Москве.

## История

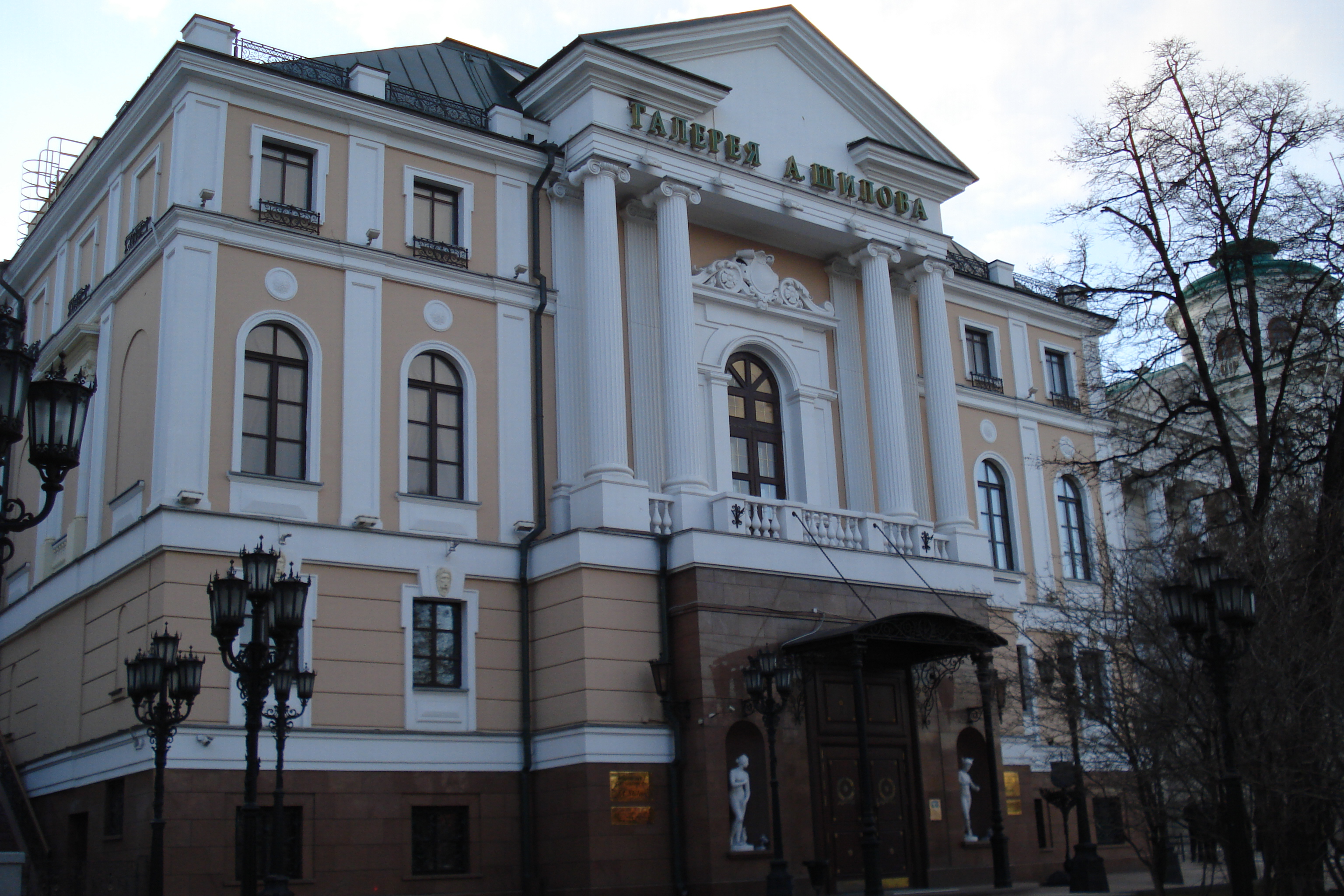
Главное здание Галереи Шилова, 2009

### Особняк на Знаменке
Галерея Александра Шилова располагается в ампирном особняке XIX века, построенном в 1829 году архитектором Евграфом Тюриным. По проекту 1827 года здание имело два этажа, мезонин и две симметричные постройки на фасаде. Вход в здание осуществлялся через двор, в то время как главная лестница находилась в центральной части дома. Особняк незначительно перестраивался в 1850—1970 годах: был уничтожен ампирный служебный флигель, построено два новых корпуса во дворе. В 1881—1893 годах в здании провели масштабный ремонт, в ходе которого был надстроен третий этаж, восточный фасад был увеличен с помощью боковых пристроек, на первом этаже был сделан проезд во двор, фойе и главная лестница были реконструированы. По проекту архитектора Георгия Кайзера восточный фасад дома был украшен угловыми лопатками, фигурными филёнками, сандриками и замковыми камнями с масками львов.
С 1850 годов здание сдавалось под наём, а с 1901 года было арендовано Обществом поощрения трудолюбия в Москве. После революции 1917 года по указу советской власти дом был отдан под размещение коммунальных квартир и общественных организаций. В 1950-х зданием владело Всесоюзное общество изобретателей и рационализаторов, по инициативе которого в особняке был проведён капитальный ремонт. В это же время были снесены все хозяйственные постройки, а само здание утратило исторические интерьеры 1850-х.
В 2000-х в доме была проведена реставрация, в ходе которой был восстановлен цоколь, поверхности фасада, откосы, карниз, лепнина, маски львов, кариатиды, металлический декор, а также переделана система водостока.

### Открытие музея
В 1996 году Александр Шилов передал в дар государству более 350 произведений живописи и графики. Постановлением Правительства Москвы № 21 от 14 января 1997 г. было принято решение об учреждении государственной картинной галереи, носящей имя художника.
31 мая 1997 года состоялось торжественное открытие галереи, на котором художник пообещал всем передавать лучшие работы в дар государству. На церемонии открытия присутствовали известные общественные фигуры и деятели искусства, такие как Руслан Хасбулатов, Владимир Потанин, Марк Захаров, Николай Сличенко и Виктор Розов, Иосиф Кобзон и Евгений Матвеев. В 1999 году Александр Шилов был назначен членом Совета при Президенте РФ по культуре и искусству.
Каждый раз, после моей персональной выставки люди обращались к руководству государства и Министерства Культуры с просьбой сделать мою выставку постоянно действующей, поэтому у меня было моральное право обратиться в Государственную Думу с тем, что я хочу передать свою коллекцию стране, своему народу<...> .Александр Шилов
В период с 1998 по 2010 года московские власти несколько раз публиковали документы, поддерживающие расширение экспозиции и создание выставочных залов в соседних особняках. Реконструкцией и реставрацией помещений для галереи занималась фирма «Тверская Файненс Б. В.», она же занималась судебными тяжбами с людьми, не желающими выезжать из домов, назначенных под музей.
Активная поддержка государством творчества Шилова, выраженная в спонсировании расширения и реконструкции галереи, критикуется искусствоведами и публичными деятелями. Некоторые авторы отмечают также прогосударственный характер живописи Александра Шилова, который повлиял на дарование художнику больших помещений и отсутствие художественного смысла в его картинах.

### Расширение
В 2000 году мэр Юрий Лужков принял решение о расширении галереи за счёт соседнего здания по адресу Знаменка, 7. Увеличение экспозиционных пространств было связано с ростом числа картин в коллекции — каждый год художник дарит на День города более ста полотен, для выставления которых требовалось дополнительное пространство. К 2018 году в галерее было организовано три новых зала, а общая площадь музея составляет 2 тысячи квадратных метров. При пристройке дополнительных помещений был уничтожен ансамбль церкви Николы Стрелецкого, от которого осталась только мемориальная часовня. Для людей с ограниченными возможностями в галерее проводятся специализированные экскурсии, а помещения оборудованы лифтами и пандусами.
Перестроенный ампирный особняк был заложен в 1820 году и имел П-образную форму, характерную для застроек Москвы после пожара 1812 года. Первый этаж был украшен рустом, цоколем, междуэтажной тягой, замковыми камнями. Второй и третий этажи были жилыми и сдавались под частные нужды. В 1843 году главный фасад дома был изменён: с него убрали рустовку, замковые камни, а на втором этаже пристроили балкон и три окна. В 1859 году к зданию были добавлены две пристройки, а также переделана жилая часть дома. Промежуток между двумя корпусами был застроен, что привело к исчезновению оригинальной формы. С 2000 по 2003 года дом перестраивался по проекту архитектора Михаила Посохина: были добавлены украшения фасада в стиле ампир, а также элементы классицизма. На 2018 год здание галереи представляет собой четырёхэтажное здание, декорированное портиком и выступающим передним фасадом.
В 2002 году на расчищенных для строительства территориях возвели пятиэтажный торгово-административный комплекс «Знаменка» и апартаменты «Резиденция Знаменка» с элитными квартирами. В том же году дирекция Музея изобразительных искусств имени Александра Пушкина обратилась в суд в связи с несанкционированной застройкой, нарушающей исторических облик центра Москвы. Кроме того, застроенные территории были ранее дарованы Пушкинскому музею для размещения фондохранилищ. Однако суд нарушений не выявил.
В 2004 году здания на Знаменке, 5 и 7 были объединены общим подвалом для составления собой единого выставочного комплекса, включающего в себя выставочные залы, архивные хранилища, служебные помещения и хозяйственные постройки.

## Экспозиция

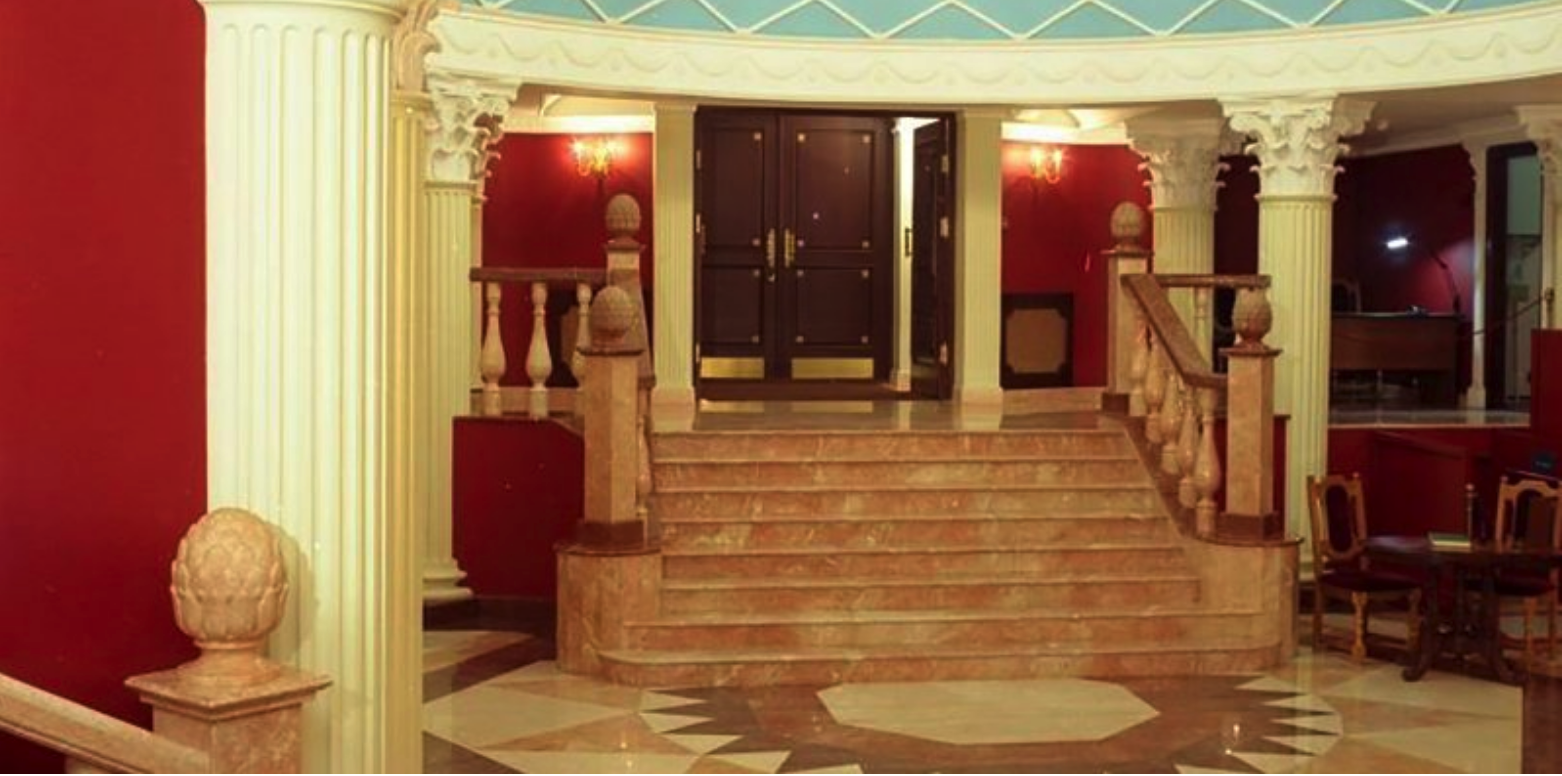
Интерьеры галереи, 2018 год

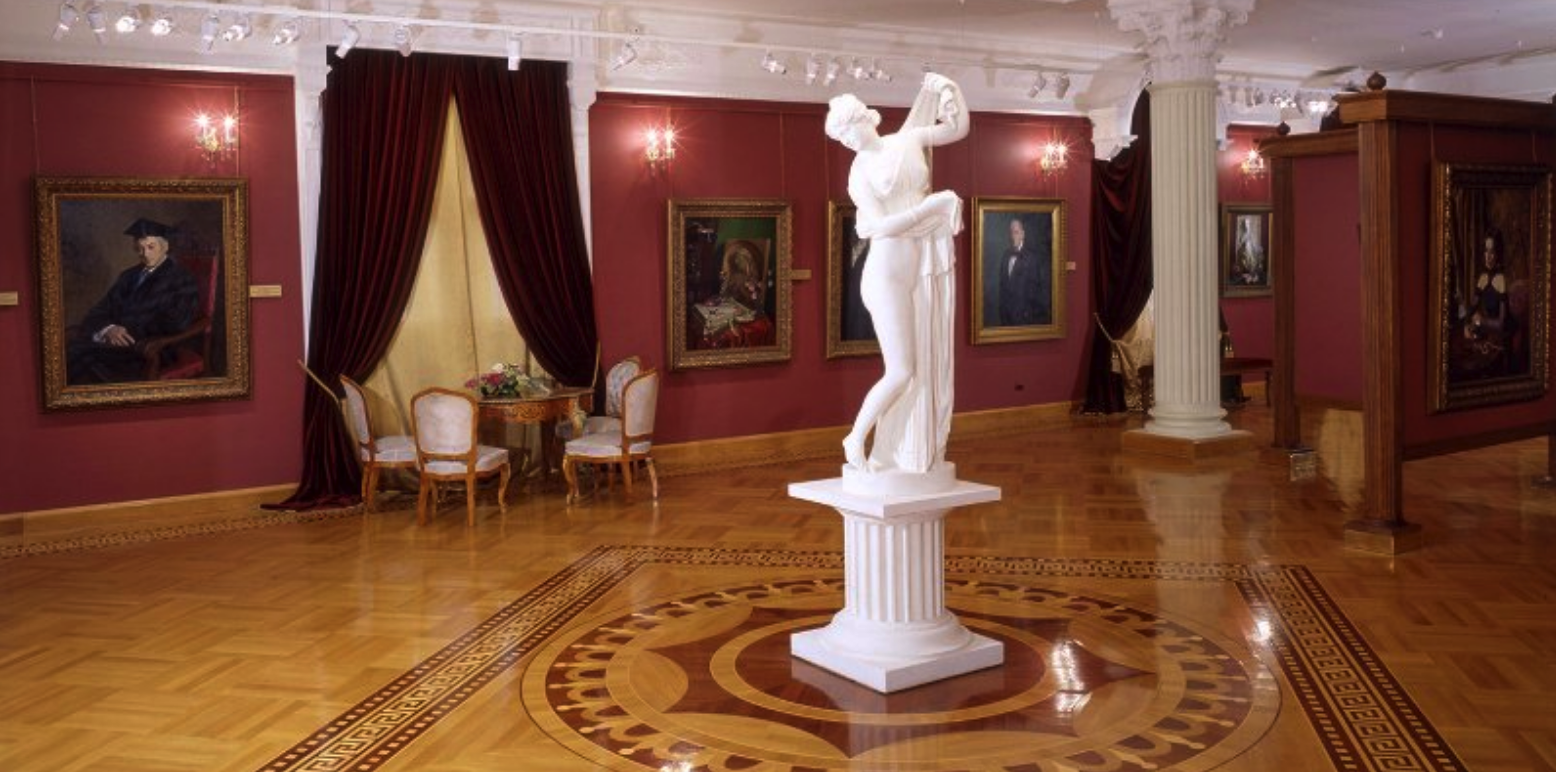
Интерьеры галереи, 2017 год

Основу экспозиции составляют живописные портреты представителей творческой интеллигенции, участников Великой Отечественной войны, учёных, врачей, священнослужителей, женские, детские портреты и остросоциальные образы, а также лирические пейзажи и натюрморты.
В состав экспозиции входит автопортрет художника, являющийся символом галереи, написанный в 1985 году, когда Шилову было присвоено звание народного художника СССР. Особое место в творчестве художника занимают образы родных и близких: мамы, бабушки, дочери Маши, брата.
Помимо живописных произведений, в экспозиции представлены полотна, выполненные в технике пастель: «Машенька Шилова», «Земля Наша», «Портрет венгерской цыганки Наны», «Моя мама».

## Мероприятия
На постоянной основе в галерее проводятся экскурсии для кадетских школ, студентов военных учреждений, воинских частей. Тематическая выставка «Они сражались за Родину» при поддержке Президента Российской Федерации Владимира Путина экспонировалась во многих городах-героях и городах боевой славы: Волгоград, Ярославль, Псков, Великий Новгород, Севастополь, Мурманск, Архангельск.
В галерее также проходят лекции по искусству, регулярные мероприятия «Звёзды в гостях у Александра Шилова», вечера «Встреча у портрета», концерты классической музыки, а также благотворительные мероприятия, посвящённые ветеранам Великой Отечественной войны. Здесь выступают артисты и музыканты, такие как Елена Образцова, Владимир Маторин, Зураб Соткилава, Юрий Башмет и Игорь Бутман.
В 2017 году прошло празднование 20-летия со дня основания галереи, в честь которого была открыта временная выставка, посвящённая жизни Александра Шилова, а также проведён концерт классической музыки.